# Маллен, Ларри
Ло́ренс (Ла́рри) Джо́зеф Ма́ллен-младший (англ. Laurence Joseph “Larry” Mullen, Jr.; род. 31 октября 1961 в Артейне, Дублин, Ирландия) — барабанщик ирландской рок-группы U2. Он является основателем U2, которая первоначально была известна под именем «Группа Ларри Маллена» (англ. The Larry Mullen Band). Его мастерство барабанщика известно по песням Sunday Bloody Sunday и Bullet the Blue Sky. В ходе своей карьеры он работал над множеством сторонних проектов, включая сотрудничество с Майклом Стайпом и Майком Миллзом из R.E.M. в образованной супергруппе Automatic Baby в 1993 году, и работу с коллегой по группе Адамом Клейтоном над перезаписью музыкальной темы для фильма «Миссия невыполнима» в 1996 году. Маллен и U2 получили множество наград, включая 22 «Грэмми».

## Биография
Маллен — средний ребёнок и единственный сын Ларри и Маурин Маллен, родился 31 октября 1961 года и вырос в Артейне, северном пригороде Дублина. Маллен начал играть на ударных инструментах в 1970 году в возрасте 9 лет под руководством ирландского барабанщика Джо Бонни, а позднее его дочери Моники. В 1971 году Ларри был представлен одному из давних друзей отца, барабанщику Уэсли Керру, который обучал его вплоть до смерти младшей сестры Маллена, Мэри, в 1973 году. Мать Маллена погибла в автокатастрофе в ноябре 1978 года, через два года после основания U2.
До основания U2 Маллен состоял в дублинском маршевом оркестре Artane Boys Band, привнёсшем армейские барабанные ритмы в его обычную игру, например, в песню Sunday Bloody Sunday. В конце 1976 года Маллен основал U2, поместив ныне известное сообщение на доске объявлений общеобразовательной школы Mount Temple, содержащее что-то вроде «ударник ищет музыкантов для создания группы». Группа, исходно состоящая из Ларри Маллена, Пола Хьюсона (Боно), Дэвида Эванса (Эджа) и его брата Дика Эванса, Адама Клейтона и двоих друзей Маллена: Айвена Мак-Кормика и Питера Мартина, поначалу называлась «Группа Ларри Маллена», но быстро сменила имя на Feedback («фидбэк», «заводка»), потому что это был один из немногих известных им музыкальных терминов, и впоследствии на The Hype. Вскоре после создания, группу покинули Мак-Кормик и Мартин, и она, к тому времени известная под именем The Hype, стала квинтетом. Незадолго до победы в Лимерике на ирландском конкурсе талантов, они снова сменили своё название, наконец, на U2, формально сделав это на прощальном концерте Дика Эванса, став группой-квартетом как сегодня.
С ростом популярности U2 Маллен добавил окончание «младший» к своему имени, чтобы его перестали путать с отцом (тоже Ларри Малленом), получавшим большие налоговые счета, предназначенные для сына. Маллен не женат, но живёт со своей подругой Энн Эйксон более 30 лет. У них трое детей: Аарон Элвис (родился в 1995 году), Ава (родилась в 1998 году) и Эзра (родился в 2001 году).
Двоюродный брат Маллена, Оуэн, в 1994 году выиграл чемпионат Ирландии по футболу в составе команды Шемрок Роверс.
Ларри считается «тормозом группы», и предпочитает давать другим участникам группы возможность быть в центре внимания на интервью. Маллен играл на синтезаторе или клавишных в некоторых песнях, включая United Colors из Original Soundtracks 1, альбома, который никогда ему не нравился. Маллен обожает мотоциклы Harley-Davidson и большой поклонник Элвиса Пресли. В настоящее время он проживает в Хауте, пригороде Дублина.

## Стиль и техника
Люди говорят: «Почему бы вам не дать интервью? Что вы думаете об этом? Что вы думаете о том?» Моё дело в группе — играть на ударных, выходить на сцену и объединять группу. Вот что я делаю. По большому счёту это всё, что важно. Всё прочее к делу не относится.Оригинальный текст (англ.)People say, “Why don’t you do interviews? What do you think about this? What do you think about that?” My job in the band is to play drums, to get up on stage and hold the band together. That's what I do. At the end of the day that's all that's important. Everything else is irrelevant.— Ларри Маллен-младший.

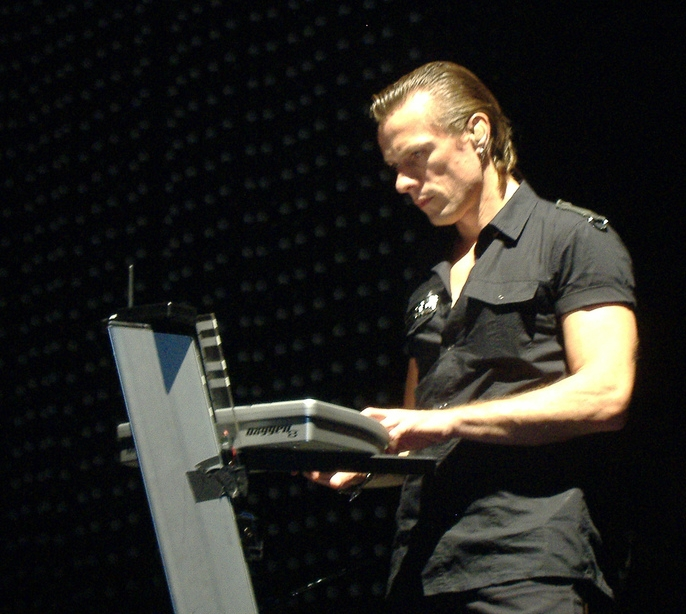
Vertigo tour, 2006 год

После создания U2, стиль и техника игры Маллена начали развиваться. На первых порах его вклад в дело группы часто ограничивался барабанной дробью и связующими пассажами, но позже он стал более вовлечённым в создание песен, особенно в союзе с Адамом Клейтоном, его партнёром по ритм-секции, с которым сотрудничал в сольных проектах. Когда группа впервые за своё существование заключала контракт с лейблом CBS Records, те отказывались подписывать группу, если Маллен не уйдёт. Он остался, и в результате его игра на ударных стала более встроенной в структуру песен. Подростковый опыт Ларри Маллена в Artane Boys Band существенно повлиял на армейские барабанные ритмы, характерные для многих песен U2, помогая вызвать военные образы.
Во время записи альбома Pop в 1996 году, Маллен страдал от тяжёлой боли в спине. Запись была задержана в связи с хирургией. Когда он покинул больницу и вернулся в студию, то обнаружил, что остальные участники группы больше чем когда-либо экспериментируют с электронными драм-машинами, во многом побуждаемые, должно быть, увлечением Эджа танцевальной музыкой и хип-хопом. И, подверженный слабости после операции, он, наконец, уступил Эджу и продолжил использовать драм-машины, которые сильно поспособствовали электронному ощущению альбома.
На протяжении карьеры Маллен имел проблемы из-за тендинита. Как средство снижения боли и воспаления, он начал использовать специально разработанные барабанные палочки Pro-Mark. Он использует барабаны Yamaha и тарелки Paiste. Журнал Stylus поместил его на 21 место в списке 50 величайших рок-барабанщиков.

## Сольные проекты
В своей карьере Маллен работал над многими сольными проектами, включая сотрудничество с Марией Мак-Ки, Нэнси Гриффит и Даниэлем Лануа, продюсером U2. Маллен играл на ударных во многих песнях альбома Wrecking Ball 1995 года кантри-исполнительницы Эммилу Харрис. Вместе с напарником по группе Адамом Клейтоном, Маллен записал саундтрек к фильму-римейку «Миссия невыполнима» 1996 года, изменив первоначальный тактовый размер 5/4 на более простой и танцевальный 4/4. Тема из фильма «Миссия невыполнима» достигла 8 места в американском хит-параде Billboard Hot 100 и выдвигалась на получение «Грэмми» в номинации «Лучшее инструментальное поп-исполнение». Маллен работал с продюсером Даниелем Лануа над его альбомом Acadie. Ларри Маллен и Адам Клейтон так же сотрудничали с Майком Миллзом и Майклом Стайпом из R.E.M., сформировав группу Automatic Baby исключительно для исполнения песни One на инаугурационном вечере Билла Клинтона на канале MTV в 1993 году. Название группы отсылает к наименованиям последних альбомов обеих групп, Automatic for the People и Achtung Baby. Ларри предоставил «маримбу и вдохновение» для песни Boy, Boy, Boy группы Underworld в их альбоме 2007 года Oblivion with Bells.

## Конфигурация ударной установки
- Тарелки Paiste Signature:
  - 16" Power Crash;
  - 17" Power Crash;
  - 18" Power Crash;
  - 18" Full Crash;
  - 22" Power Ride;
  - 14" хай-хэты Heavy и Sound Edge.

Ларри Маллен на концерте в Торонто 16 сентября 2005 года

- Барабаны Yamaha Birch Custom Absolute Nouveau (начиная с тура Elevation; ранее он использовал барабаны Yamaha Maple Custom тех же размеров):
  - 14x10" подвесной том;
  - два 16x16" напольных тома (один слева от хай-хэта и один справа от малого барабана в туре Vertigo). В предыдущих турах он использовал напольные томы 18x16" слева от хэтов;
  - 14x7" малый барабан Brady Sheoak Block — основной в туре Vertigo. В турах ZooTV и Elevation он использовал малый барабан 12x7" Sheoak Block. В туре Popmart в основном использовался 14x6" Jarrah Block. На некоторых концертах он использовал малый барабан 14x6" Jarrah Ply вместо Block;
  - 24x16" бас-барабан. В ходе тура ZooTV исключительно для малой сцены использовался 22x16". С тех пор он не использовал отличный от основного бас-барабан ни в одном туре.
- Японские дубовые барабанные палочки Pro-Mark 5A[14].
- Множество других ударных инструментов, включая ковбелы LP.

## Награды
- Офицер ордена Свободы (21 апреля 2005 года, Португалия)[15][16].
- Премия центра Кеннеди (2022).
- Маллен и U2 получили более 60 наград, включая 22 «Грэмми»[17]. 7 из них получены в номинации «Лучшее исполнение рок-дуэта или группы с вокалом», по два раза за «Альбом года», «Запись года», «Песню года» и «Лучший рок-альбом».